# Racing Club de Bobo
El Racing Club de Bobo (RC Bobo-Dioulasso) és un club de futbol burkinès de la ciutat de Bobo Dioulasso. Disputa els seus partits a l'Stade Municipal de Bobo Dioulasso.
Els seus colors són el blanc i el negre. Va ser fundat el 1948.

## Palmarès
- Lliga burkinesa de futbol:[1]
  - 1972, 1996, 1997, 2014–15
- Copa burkinesa de futbol:[2]
  - 1961, 1962, 1984, 1987, 1995, 2007, 2014
- Copa Leaders burkinesa de futbol:[3]
  - 1993, 1997, 1998
- Supercopa burkinesa de futbol: [4]
  - 1994/95, 2014